# Манежный переулок (Кронштадт)
Манежный переулок — улица в Кронштадте. Соединяет улицы Красную и Коммунистическую к югу от Якорной площади. Название известно с XVIII века. Протяжённость переулка — 190 метров.

## География

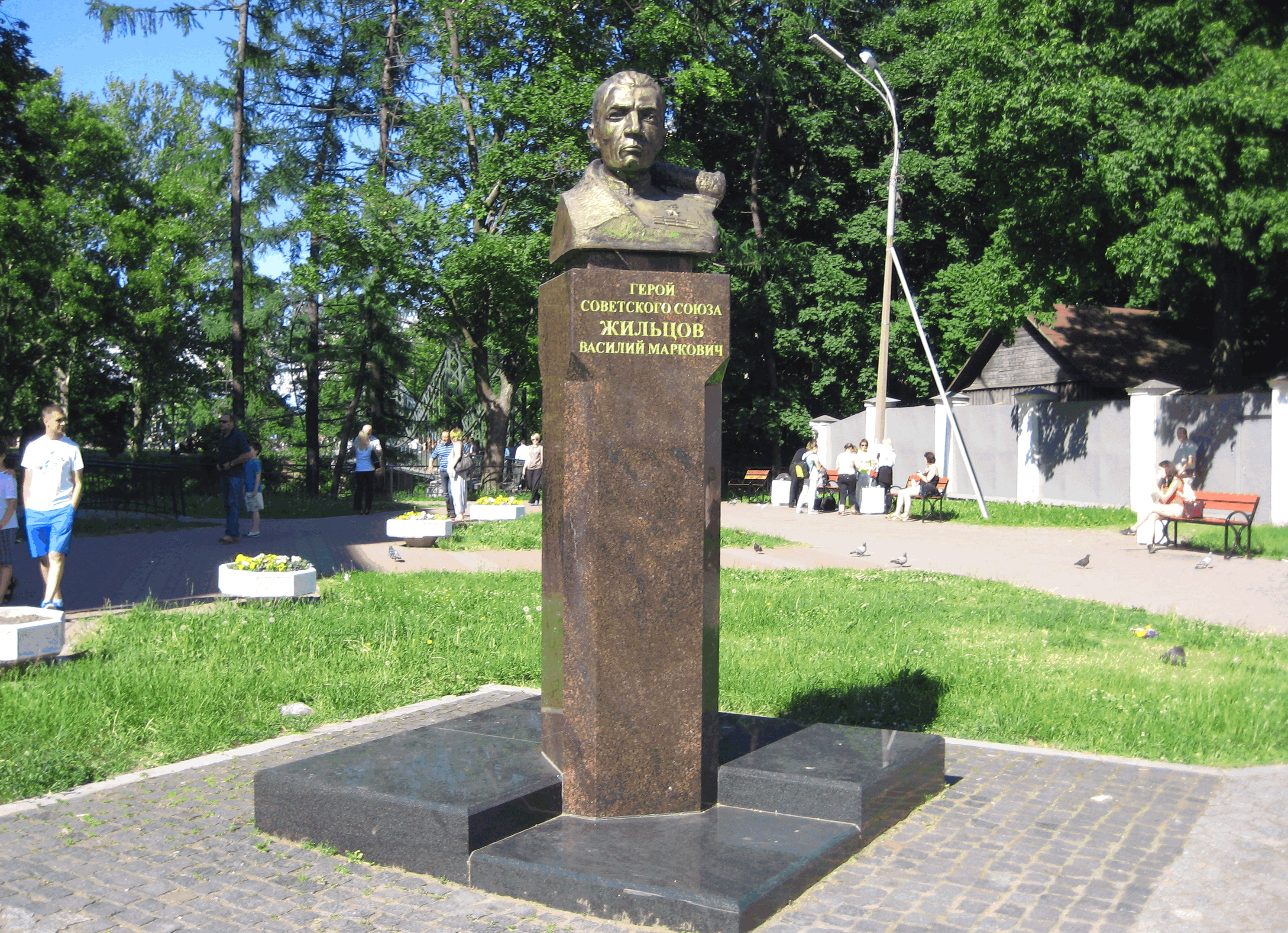
Бюст В. М. Жильцова

Манежный переулок проложен параллельно Петровской улице между последней и Якорной площадью. Восточная оконечность переулка выходит к пешеходному Макаровскому мосту, соединяющему переулок с Якорной площадью; западная — упирается в Коммунистическую улицу.

## Здания и сооружения
- дом № 1 — Начальная школа-детский сад № 662[2].
- Жилые здания
- Бюст В. М. Жильцова в сквере у пересечения Красной улицы с Манежным переулком.

## Пересечения
С запада на восток:
- Красная улица
- Коммунистическая улица